# Österreichische Saurerwerke
Die Österreichische Saurerwerke AG, auch bekannt als Saurer-Werke oder Saurer Wien bzw. Saurer Austria, war ein österreichischer Nutzfahrzeughersteller in Wien-Simmering, der von 1906 bis 1969 Lastwagen und Autobusse herstellte.

## Geschichte

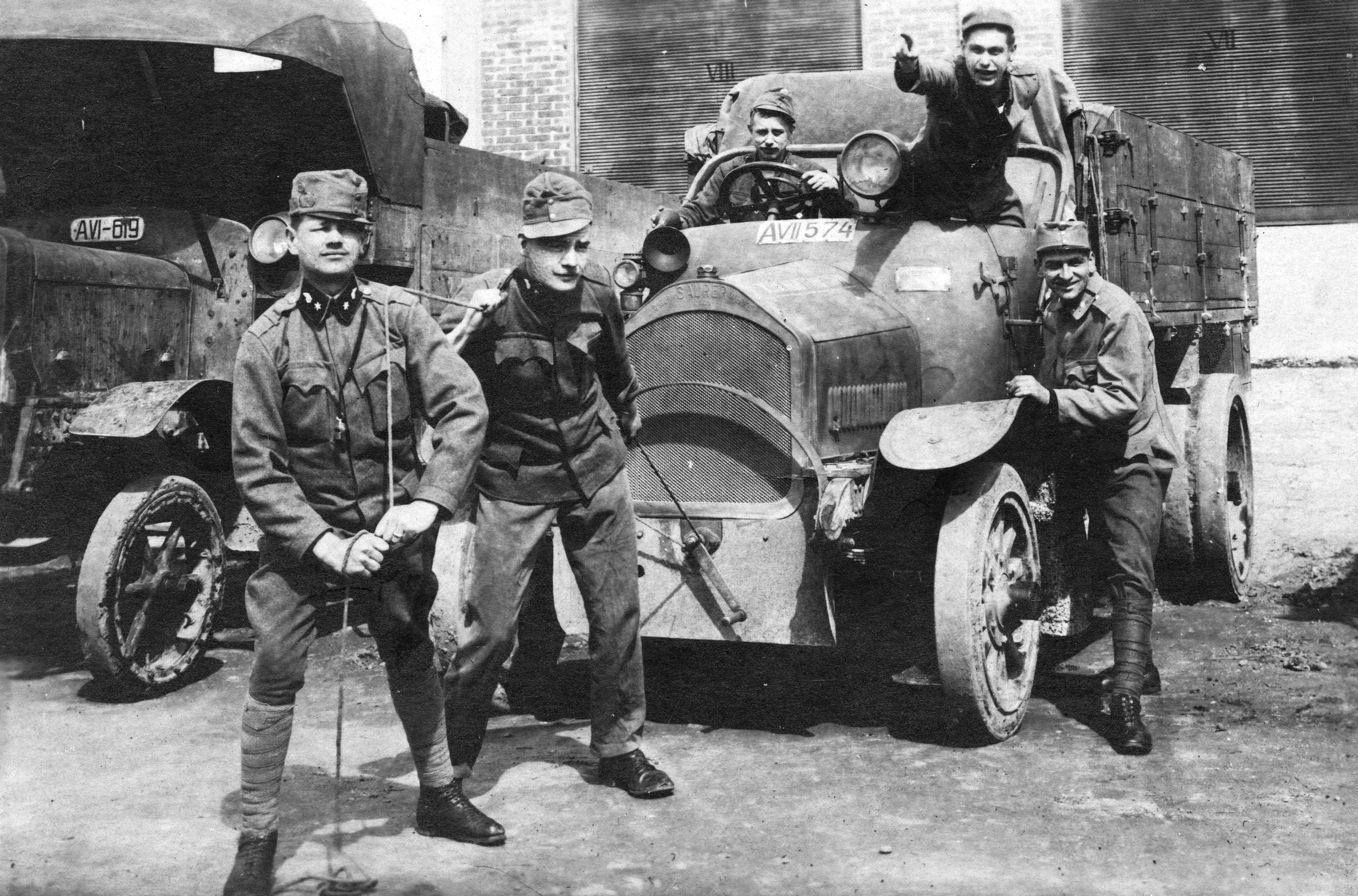
Ein Österreichischer Saurer-LKW im Dienst der k.u.k Armee

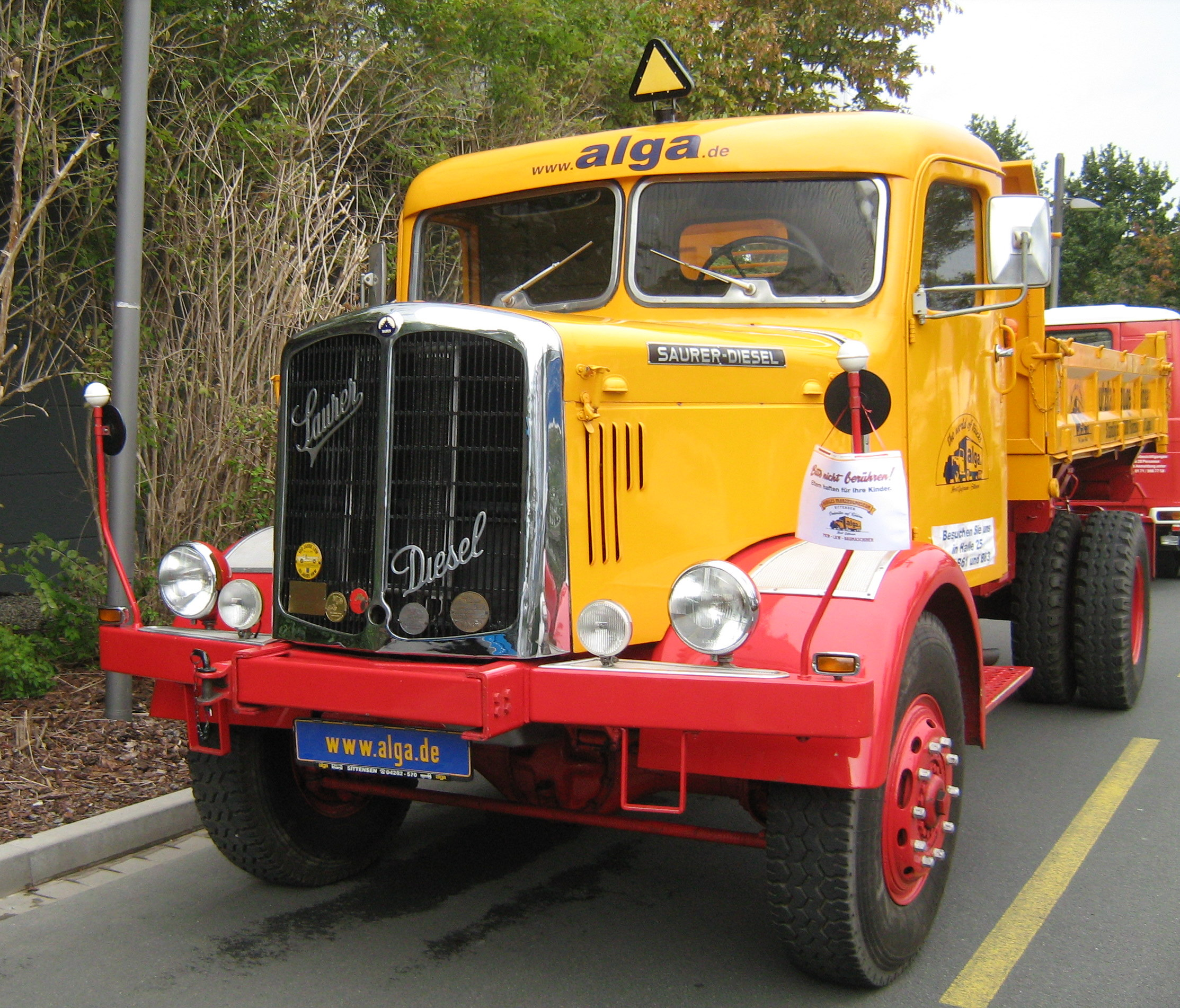
Österr. Saurer Lkw

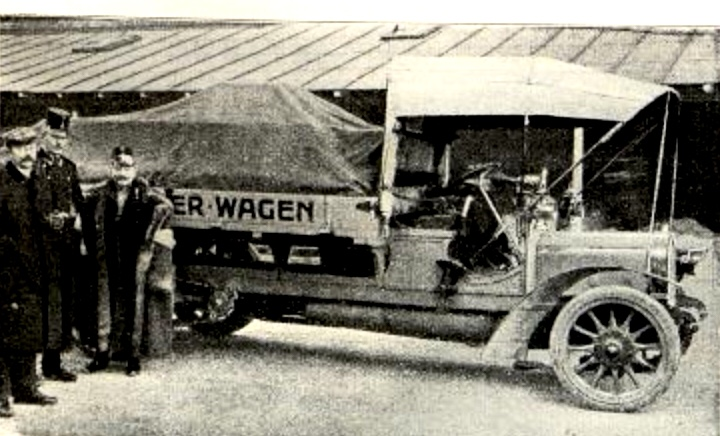
Saurer 30 PS von 1909 mit 3450 kg Zuladung und 6667 kg zulässigem Gesamtgewicht

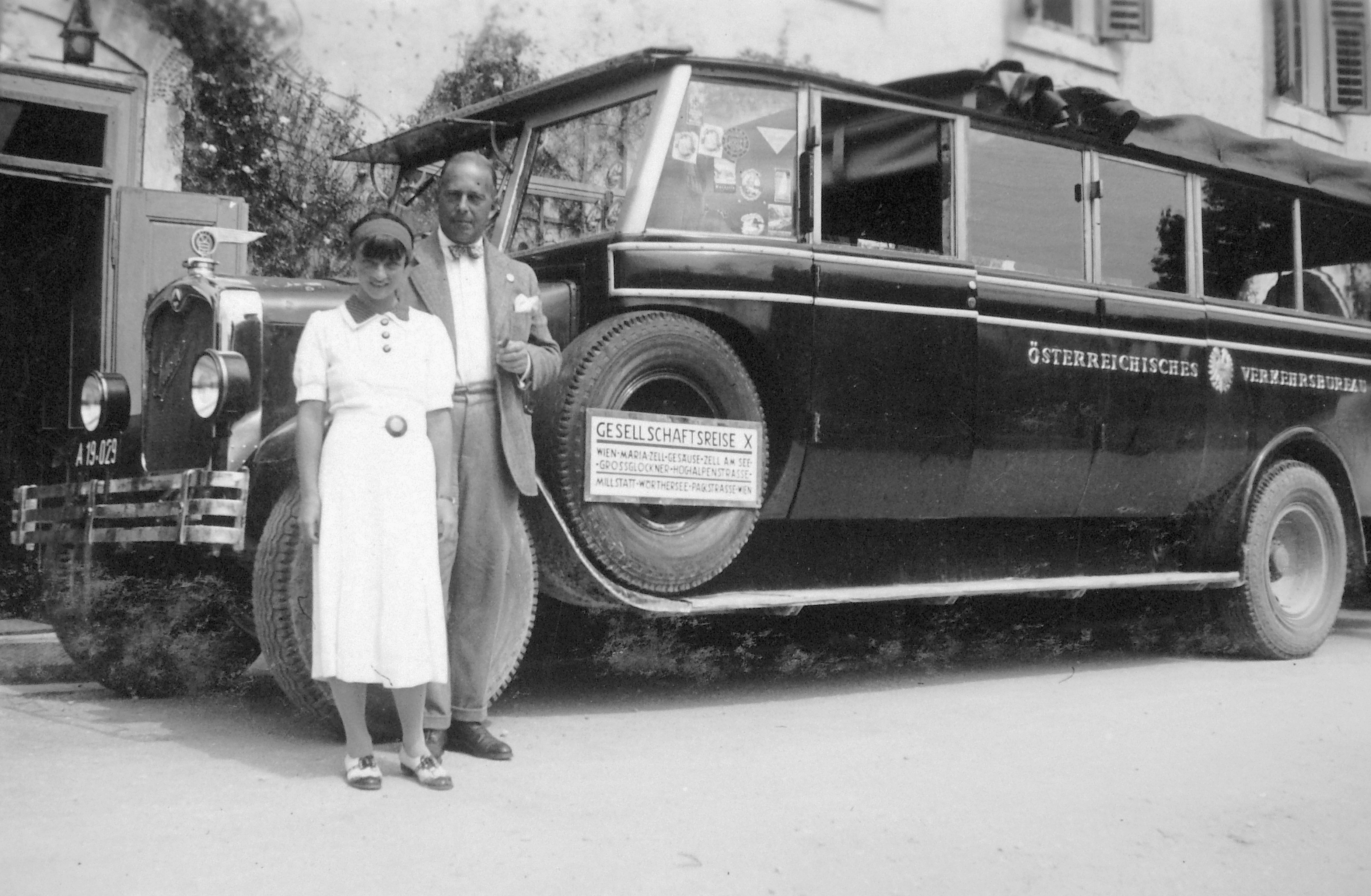
Saurer-Bus (1929)

Im Jahre 1906 trat Ing. Alfred von Radio-Radiis in die kurz zuvor von den Ingenieuren Franz Probst, Moritz Schwarzl und Adolf Maschl gegründete Firma Kraftfahrzeug Ges.m.b.H. in Wien-Alsergrund ein und erwarb von der Schweizer Adolph Saurer AG in Arbon die Lizenz zur Lkw-Herstellung, wobei das Schweizer Stammhaus bis 1937 Hauptaktionär blieb. 1910 übernahm der aus einer alten Görzer Adelsfamilie stammende Radio-Radiis die Leitung des Unternehmens und nahm kurze Zeit später seinen Bruder Gaston – ebenfalls ein ausgebildeter Ingenieur – als weiteren Geschäftsführer in die Firma auf, welche 1914 als Österreichische Saurerwerke, Kraftfahrzeug Ges.m.b.H. ins Wiener Handelsregister eingetragen wurde. Bereits 1909 nahm die erste ganzjährig betriebene Postbuslinie in Österreich von Linz nach Eferding den Betrieb mit Saurer-Bussen auf.

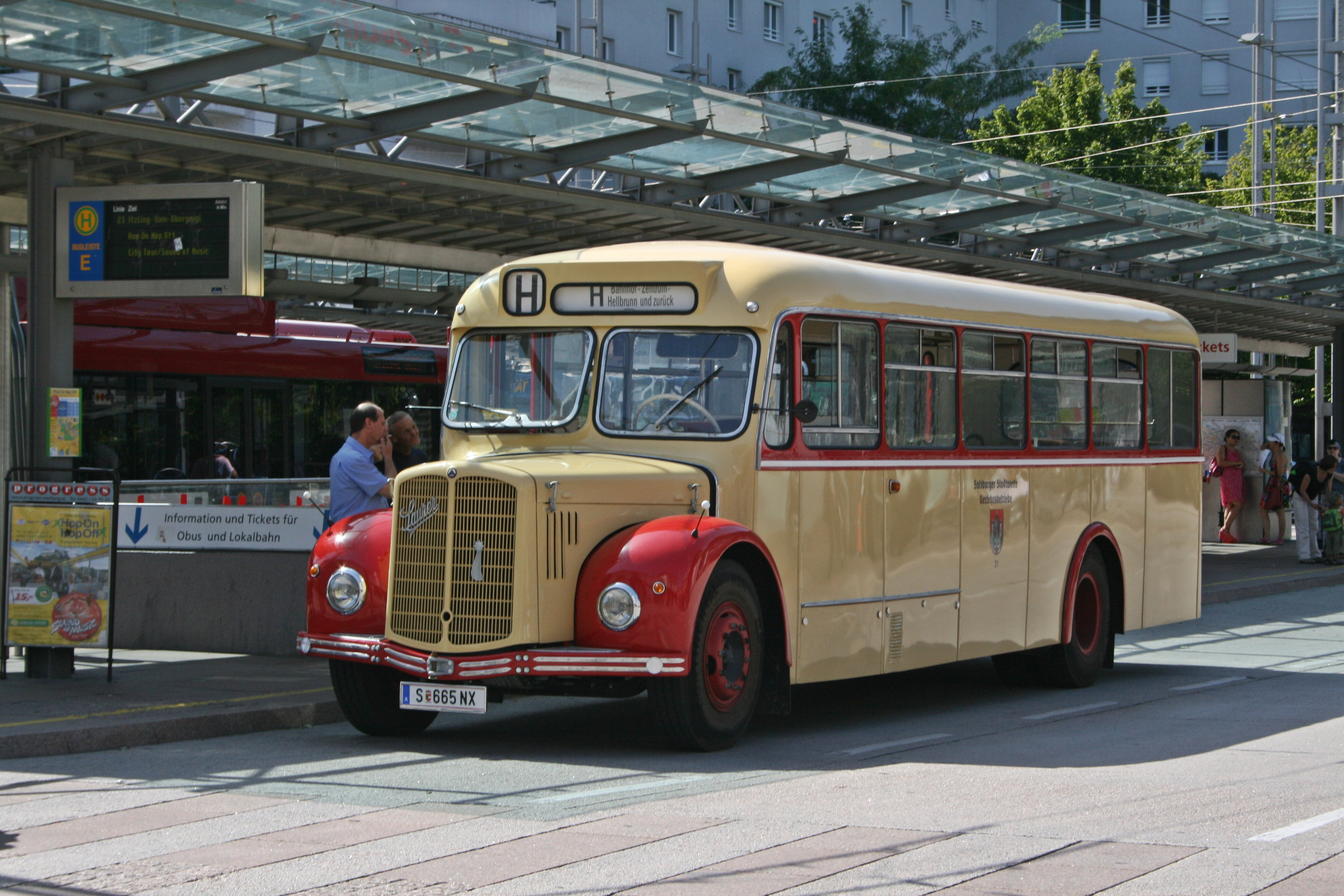
Saurer 5 GF in Salzburg

Zunächst wurden die Fahrzeuge im Assembling-Verfahren aus in der Schweiz gefertigten Bauteilen zusammengebaut, jedoch wurde bald auf eigenständige Konstruktion und Produktion (teilweise nach Schweizer Lizenzen) umgestellt. Zusätzliche Nachfrage wurde durch den Erwerb von Autobuslinien-Konzessionen geschaffen. 1916 wurde in Folge der durch den Ersten Weltkrieg angestiegenen Produktion ein neues Werk auf der Simmeringer Haide in Wien-Simmering gebaut.

1923 wurde die Firma unter Mithilfe des Schweizer Lizenzgebers in eine Aktiengesellschaft umgewandelt, die Aktien befanden sich jedoch zum Großteil in Händen der Familie Radio-Radiis. Anfang der 1930er Jahre wurde eine Vertriebsgesellschaft im Deutschen Reich gegründet. Im Jahr 1934 wurde das Karosseriebauunternehmen J. Rohrbacher als Tochtergesellschaft übernommen, 1937 verkaufte das Schweizer Stammhaus sämtliche Anteile. Kurz vor dem Anschluss Österreichs an das Deutsche Reich wurde für das Bundesheer ein Artillerieschlepper konstruiert, der Saurer RR-7.

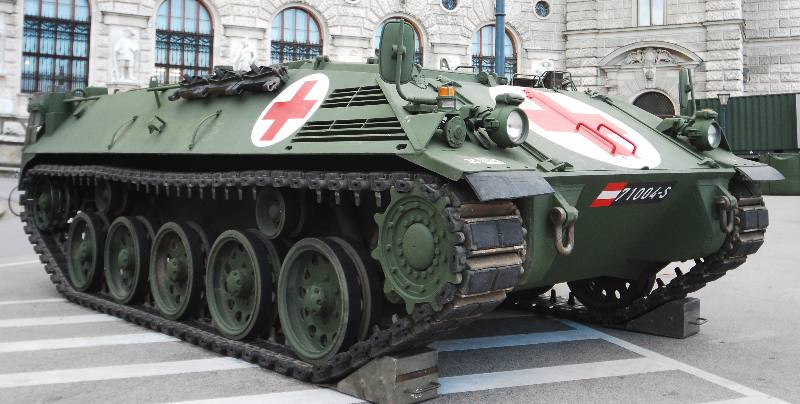
Schützenpanzer von Saurer-Steyr in der Sanitätsausführung

Im Zweiten Weltkrieg betrieben die Saurerwerke auf ihrem Werksareal in Wien-Simmering eine Außenstelle des Konzentrationslagers Mauthausen. Im ehemaligen kaiserlichen Schloss Neugebäude wurden Fabriken eingerichtet und Zwangsarbeiter eingesetzt. An die 1.600 Zwangsarbeiter sollen bei Saurer in der Montage von Panzermotoren gezwungen worden sein. Dadurch erreichte das Unternehmen die Beschäftigungszahl von über 5.000 Mitarbeitern und vergrößerte seine Werksanlagen. Die LKW-Produktion wurde allerdings auf die 5-Tonner-Type konzentriert.  Von der SS wurden Saurer-Lastwagen ab Ende 1941 umgebaut und als Gaswagen zur Ermordung von Juden eingesetzt.
Das Sortiment war nach dem Zweiten Weltkrieg mit Schwerpunkt auf große Lkw mit Dieselmotor eigener Konstruktion wie den Saurer BT 4500 ausgerichtet. Zu einer der beliebtesten Typen entwickelte sich in Folge der 5-Tonner Saurer 5 GF mit dem bis zu 180 PS starken Saurer „Komet“ Reihensechszylinder-Dieselmotor mit 8 Litern Hubraum, der Name vom Adelswappen der Inhaberfamilie abgeleitet wurde.
Nach 1955, als das neue Bundesheer aufgebaut wurde, wurde der Schützenpanzer Saurer entwickelt und in großer Zahl gebaut. Aber auch Autobusse, die hauptsächlich bei den Wiener Verkehrsbetrieben, beim Busdienst der Bundesbahn und der Post Verwendung fanden, wurden hergestellt. In dieser Zeit arbeiteten zeitweise über 1.700 Mitarbeiter bei den Österreichischen Saurerwerken.
1954 wurde ein Vertrag mit der Auto Union AG für Montage und Generalvertrieb von DKW-Fahrzeugen in Österreich abgeschlossen.
Im Jahr 1957 verstarb der Firmengründer und langjährige Generaldirektor Ing. Alfred Radio-Radiis, dem sein Neffe Karl (1916–1983) in der Firmenleitung nachfolgte. Dessen Versuche, das Unternehmen zu internationalisieren – um im immer stärker werdenden Wettbewerb bestehen zu können – scheiterten letztendlich. Im Jahr 1959 erwarb die Steyr-Daimler-Puch AG die Aktienmehrheit des Unternehmens, die Produktion in Wien wurde nach der gänzlichen Fusion 1969/70 eingestellt. Die letzte Lizenzzahlung an Saurer in Arbon erfolgte 1971.
Das Tochterunternehmen J. Rohrbacher wurde ebenso aufgelöst und deren Produktion in das nun als Steyr-Reparaturwerk dienende ehemalige Saurer-Firmengelände nach Simmering verlegt. Dort werden heute nach wie vor Panzer und militärische Spezialfahrzeuge durch die Steyr-Daimler-Puch Spezialfahrzeug GmbH (eine Tochterfirma von General Dynamics) gebaut.

## Bilder

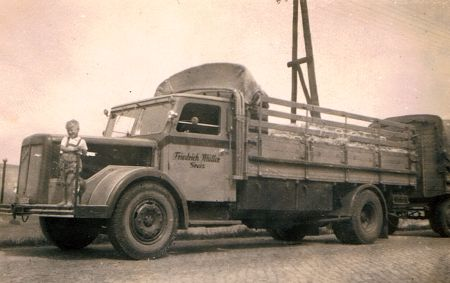
Saurer S4C mit Aufbau von Friedrich Müller, Greiz/DDR (1953)
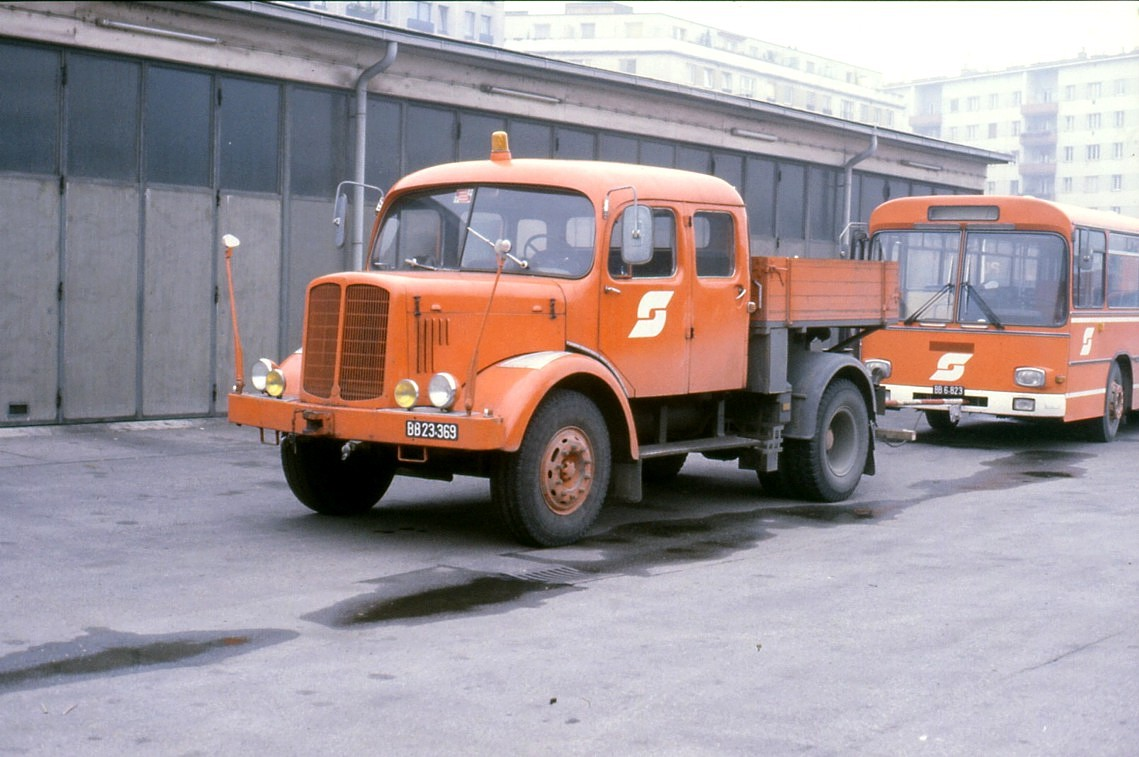
Saurer Zugmaschine der ÖBB
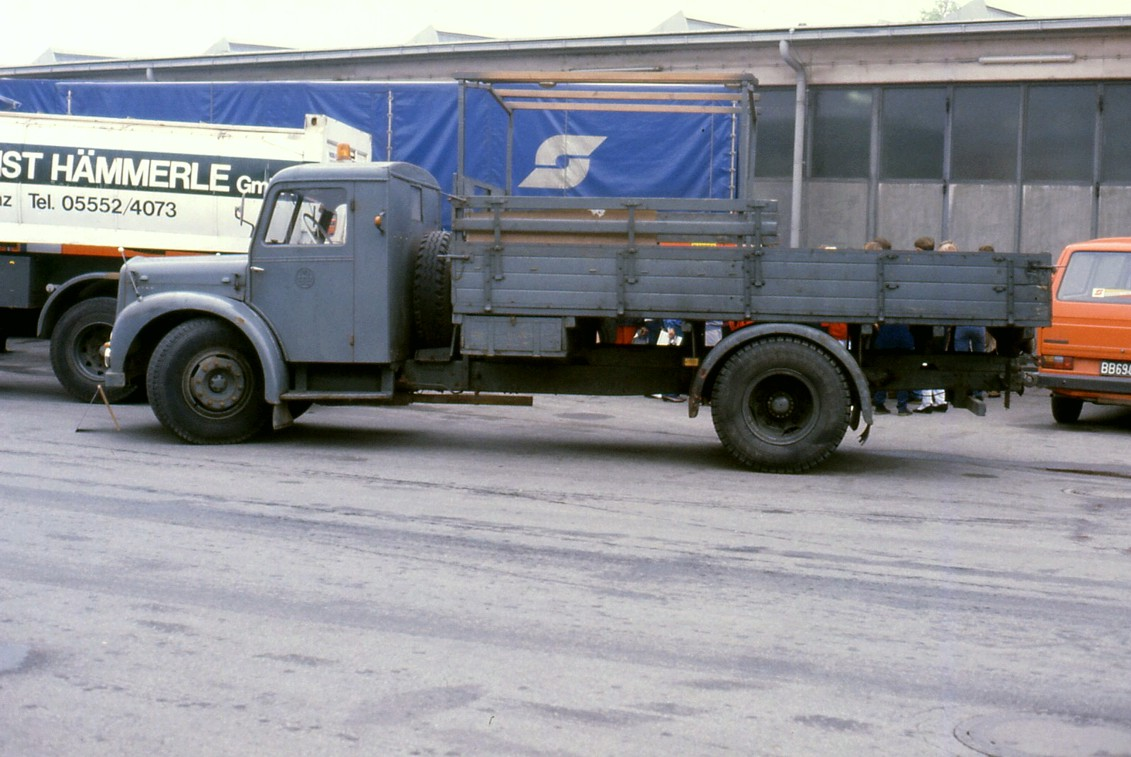
Saurer LKW der ÖBB
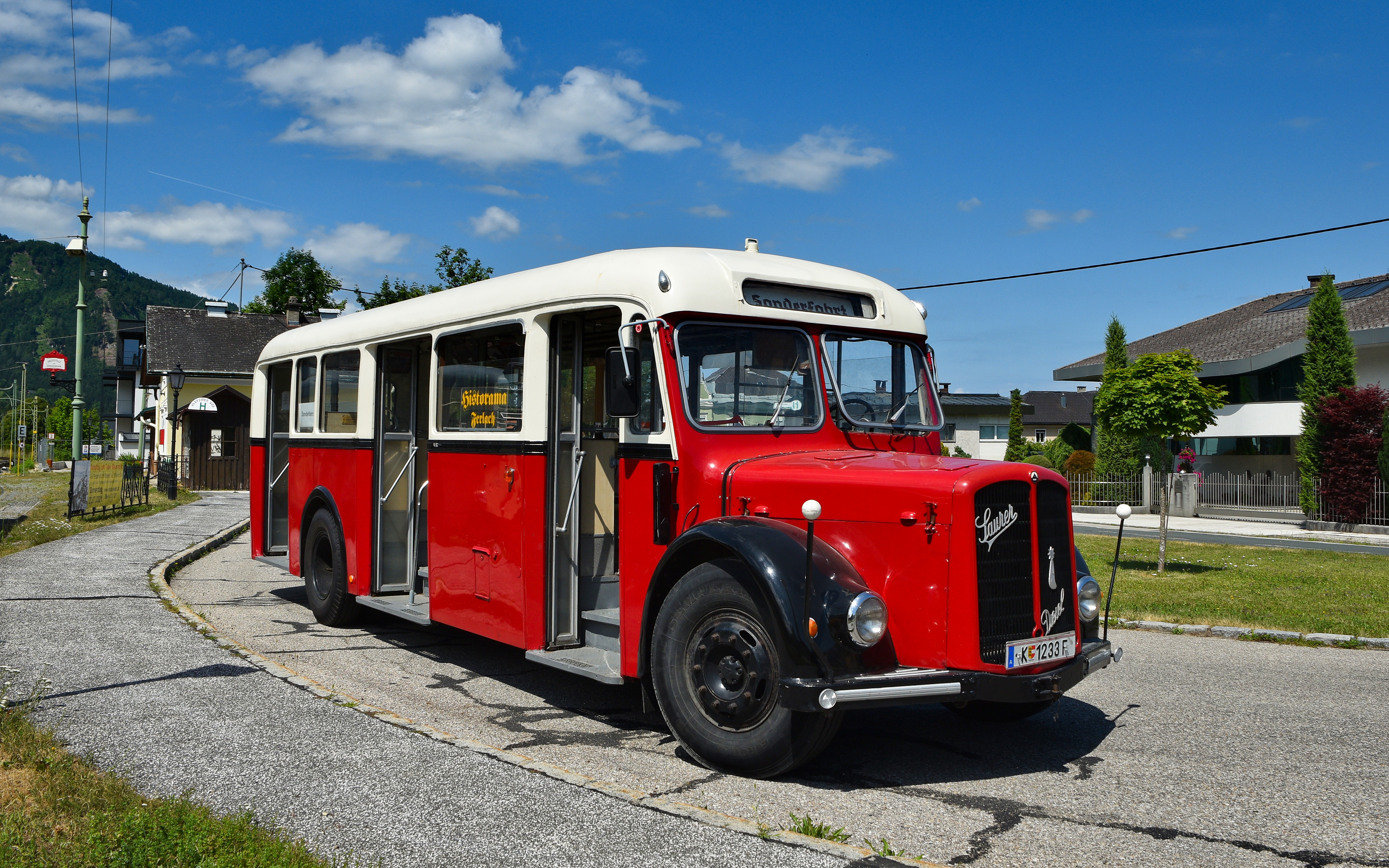
Saurer 5GF-ST ex Wiener Verkehrsbetriebe
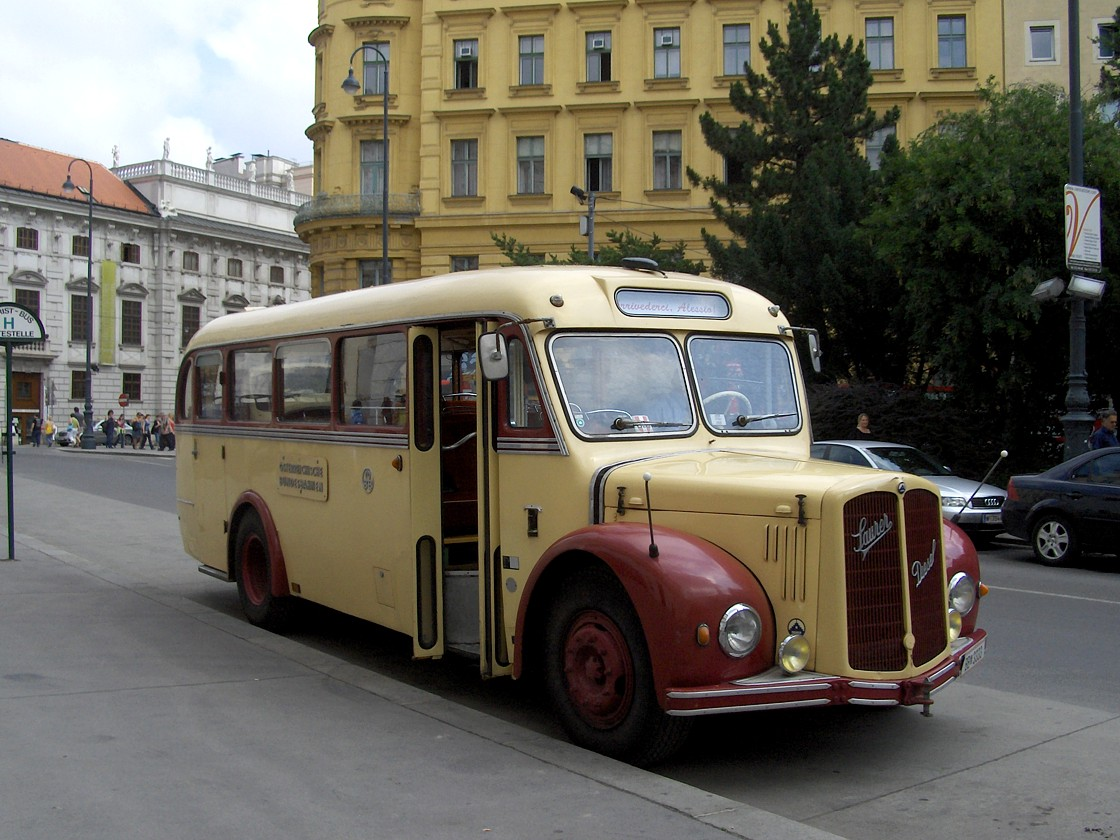
Saurer 5 GF-O der Österreichischen Bundesbahnen
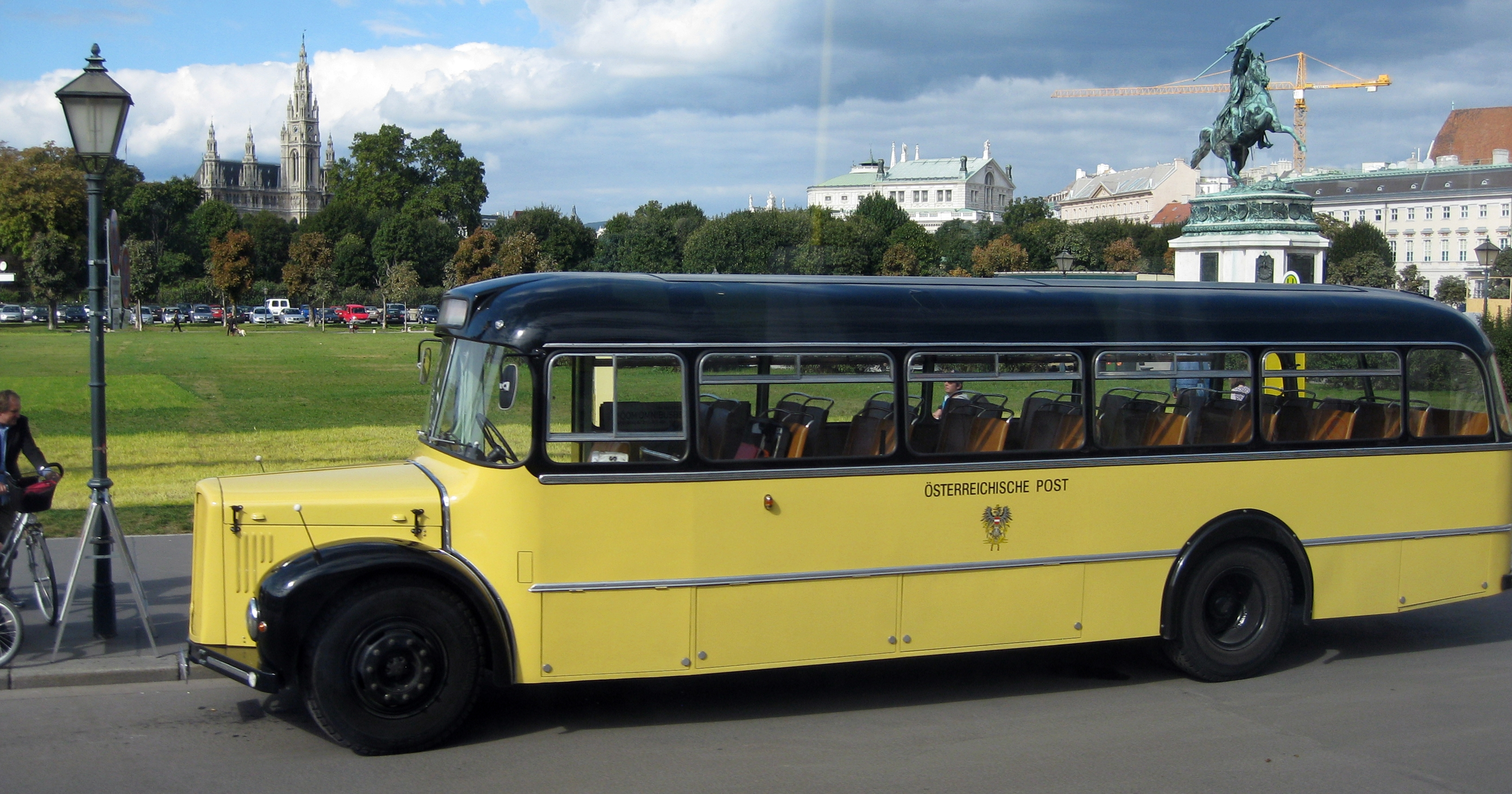
Saurer 5 GF-U der Österreichischen Post
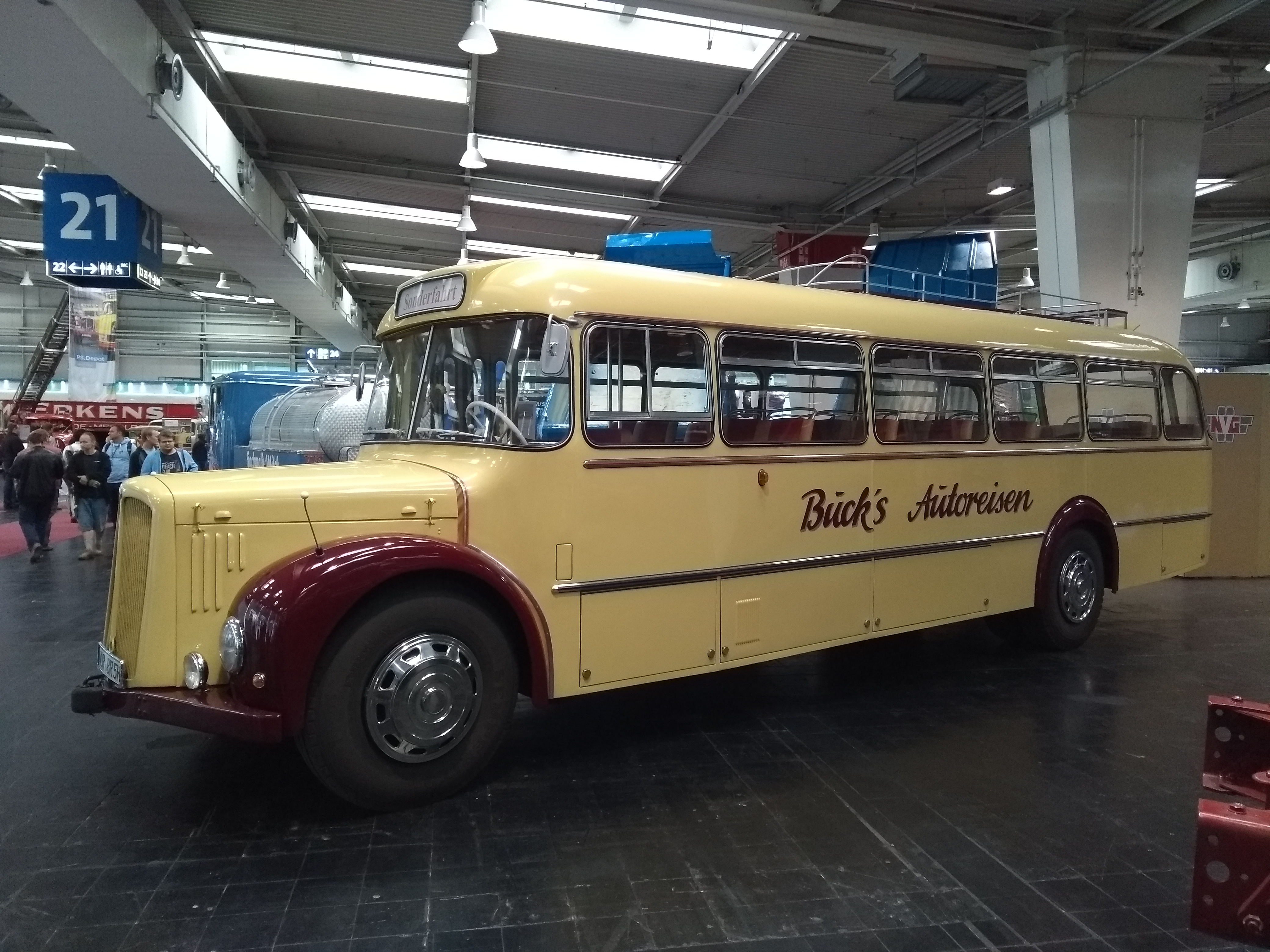
Saurer 5 GF-U als Reisebus
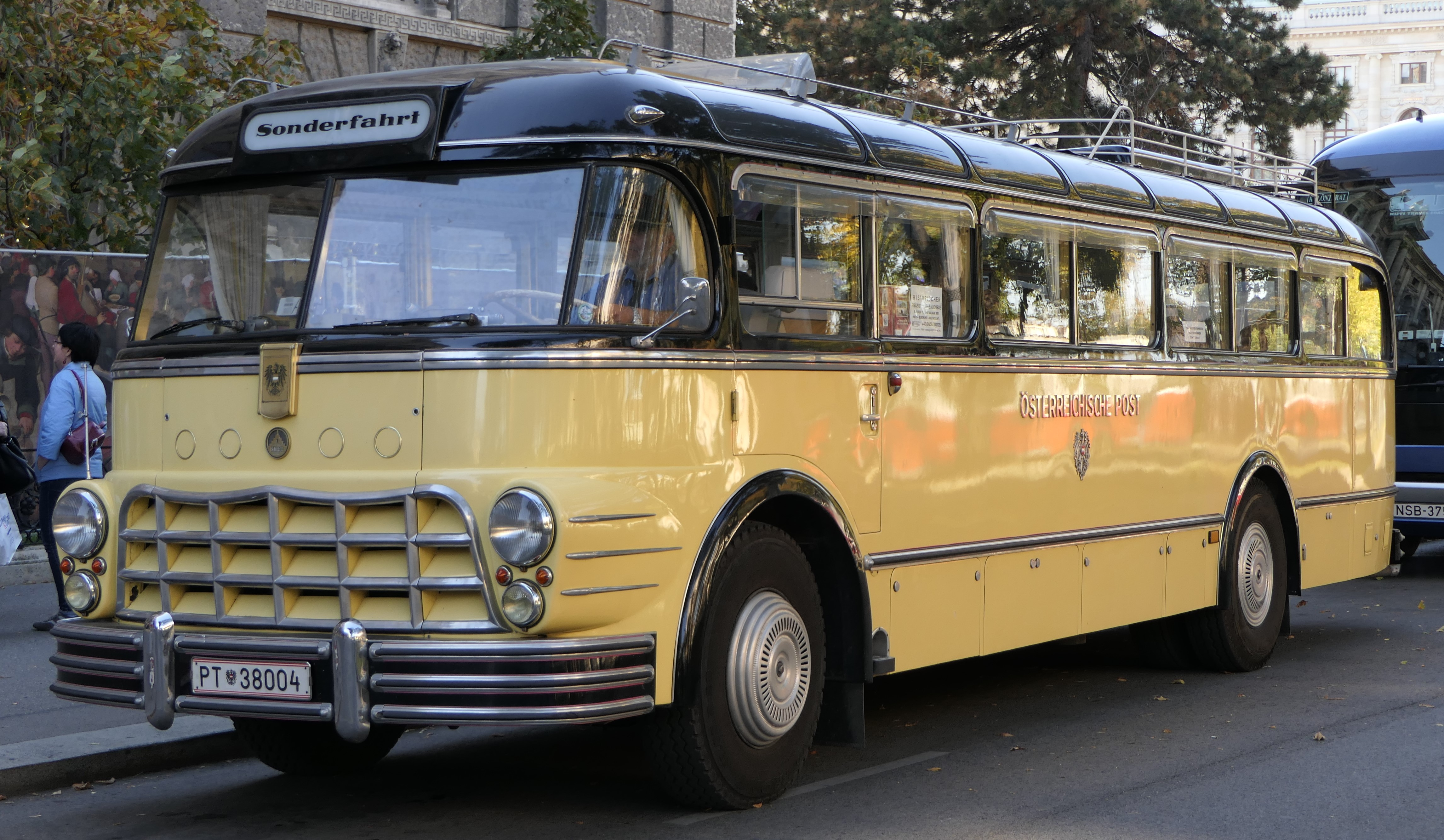
"Chrustschowbus" (Konferenzbus) der Österreichischen Post
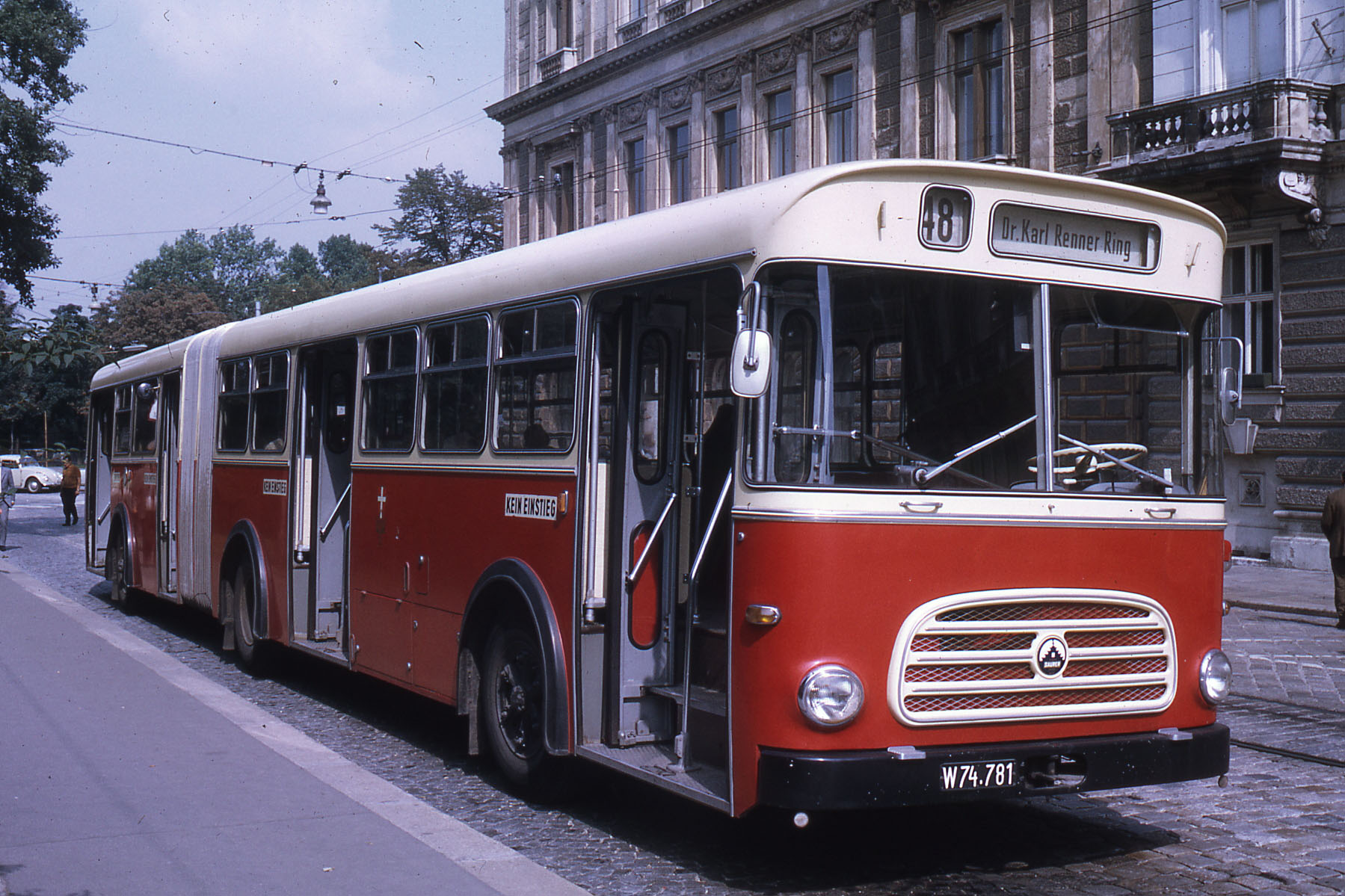
Saurer-Gelenkbus Typ 5GN4FU-G in Wien (1970)